# Зоряна брама: SG-1
«Зоряна брама SG-1» (англ. Stargate SG-1) — науково-фантастичний телевізійний серіал, оснований на фільмі «Зоряна брама», компанії MGM. Створений за участі США і Канади Бредом Райтом і Джонатаном Гласснером. Епізоди знімалися в районі Ванкувера в Канаді. Бред Райт, Джонатан Гласнер і Роберт Купер є основними ідейними творцями серіалу на різних етапах його зйомок. В оригінальному показі перші 5 сезонів, починаючи з 1997 року, транслювалися на телеканалі Showtime. Після цього наступні 5 сезонів транслювалися на Sci Fi Channel. Прем'єрний показ фінального епізоду відбувся на англійському телеканалі 13 березня 2007 року за 3 місяці до американської прем'єри. В цьому ж році серіал «Зоряна брама SG-1», який складався на той час уже з 10 сезонів (214 епізодів), побив рекорд серіалу «Секретні матеріали», який вважався найтривалішим американським науково-фантастичним серіалом та є одним з найдовших. Номінувався на премію «Еммі».
Серіал розвиває ідеї художнього фільму «Зоряна брама» 1994 року та є його продовженням. Дія серіалу розпочинається через рік після подій, змальованих у фільмі. Земляни виявляють мережу пристроїв, званих Зоряними брамами, яка об'єднує декілька галактик і дозволяє миттєво переміщуватися між ними. Загін ЗБ-1 (англ. SG-1) разом з іншими загонами (усього їх 24) досліджують нашу галактику і захищають Землю від загроз з боку інших цивілізації, зокрема ґоа'улдів, реплікаторів, а з дев'ятого сезону — від Орай. Склад команди SG-1 залишався незмінним протягом 5 років і почав незначно змінюватися у наступних сезонах. Серіал трактує з точки зору палеоконтакту більшу частину міфологій світу (особливо єгипетську і норвезьку), почасти використовує давні (Святий Грааль) й сучасні (Люди в чорному, НЛО) легенди. 2008 року відразу на DVD вийшли повнометражні фільми «Зоряна брама: Ковчег правди» і «Зоряна брама: Континуум», які є продовженням серіалу і пригод команди SG-1.
Серіал мав досить високі рейтинги як під час трансляції на Showtime, так і на Sci Fi Channel, також він став особливо популярним у Європі та Австралії. Отримавши незначну кількість негативних відгуків від критиків, серіал «SG-1» став володарем багатьох номінацій і нагород протягом усіх 10 сезонів. Серіал став основою для мультсеріалу «Зоряна брама: Безмежність» у 2002 році, а також для телесеріалів «Зоряна брама: Атлантида» у 2004 році і «Зоряна брама: Всесвіт» у 2009.
Трансляція серіалу «Зоряна брама: SG-1» дала поштовх для створення багатьох супутніх товарів: відеоігор, іграшок, друкованої продукції, оригінальних аудіо-серіалів.

## Сюжет

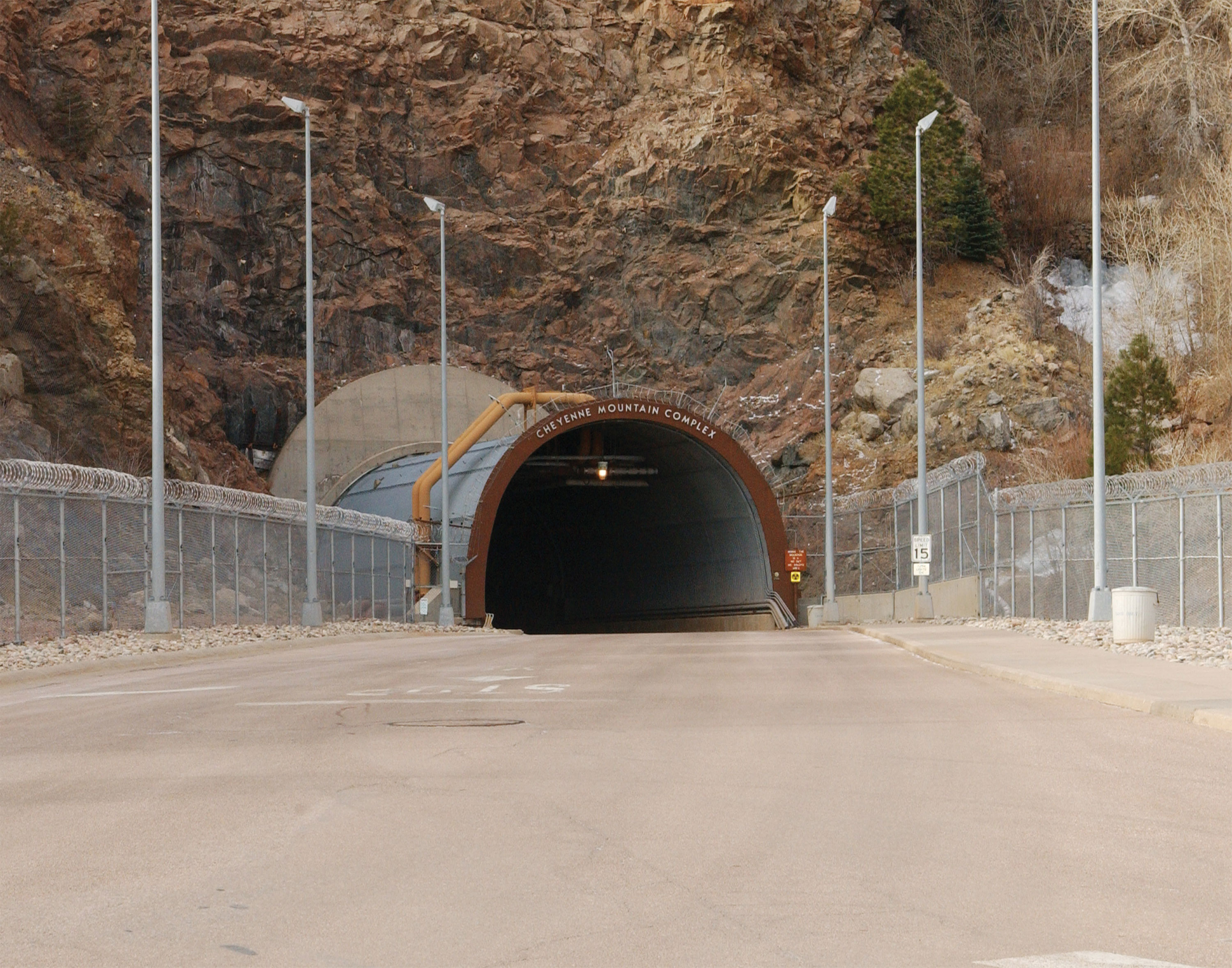
В'їзд у комплекс під горою Шаєн — розташування командного центру Зоряної брами на Землі

У телесеріалі «Зоряна брама SG-1» продовжуються події, початок яким був покладений в оригінальному фільмі. Телесеріал показує пригоди передової команди SG-1, яка поряд з іншими SG-командами вивчає далекі планети за допомогою віднайденого в Єгипті іншопланетного порталу, відомого як Зоряна брама. Брама знаходяться у надсекретній військовій базі військово-повітряних сил США — командному центрі Зоряної брами (англ. SGC) під горою Шаєн поблизу міста Колорадо-Спрінгс (штат Колорадо). Команді SG-1 доручаються найбільш важливі та небезпечні завдання, тому вона найчастіше з усіх команд опиняється в центрі подій. Основною командою SG-1 є полковник Джек О'Нілл, вчений Деніел Джексон і капітан Саманта Картер.

### Перший сезон
Через рік після подій фільму Зоряна брама раптово сама вмикається і на базу нападають ґоа'улди системного владики Апофіса. Так розкривається, що Зоряна брама з іншого боку не була знищена і загроза Землі досі існує. Послана експедиція виявляє Деніела живим і довідується про безліч Зоряних брам в галактиці. Проєкт «Зоряна брама», закритий до цього моменту, знову починає діяти, щоб убезпечити Землю і дослідити інші планети, створюються SG-команди.
На численних планетах земляни знаходять людей, яких ґоа'улди тисячі років тому забрали з Землі як рабів та носіїв, оскільки самі є змієподібними істотами, від природи здатними вступати в симбіоз з іншими видами. З'ясовується, що боги стародавньої Землі, особливо в єгипетській міфології, є реальними істотами — системними владиками ґоа'улдів та їх наближеними. З-поміж населення інших планет вдається відшукати дружньо налаштованих, невідомі досі форми життя, спадок зниклих високорозвинених цивілізацій. До землян приєднується воєначальник Апофіса Тіл'к, котрий сумнівається в божественності своїх володарів. Ґоа'улди тим часом розшукують тих, хто зміг вбити їхнього лідера Ра, а отже загрожує владі всіх їх.
У фіналі сезону Апофіс спрямовує до Землі свій флот, бачачи в землянах загрозу і нових рабів. Земля не має засобів протистояти і сподівається тільки на евакуацію і диверсію з боку SG-1.

### Другий сезон
SG-1 вдається проникнути на флагман Апофіса і знищити його, лишивши всі події в таємниці. Земляни досліджують різні планети і відкривають, що серед ґоа'улдів існують повстанці Ток'ра, які протистоять Системним владикам. SG-1 намагаються об'єднатися з ними. В цей час між самими Системними владиками починається боротьба за владу і навіть Апофіс не може втримати ситуацію в своїх руках.
В останньому епізоді сезону члени SG-1 виявляють себе у майбутньому, де розповідають про свої минулі пригоди. Однак згодом вони починають підозрювати, що це обман ґоа'улдів з метою вивідати інформацію.

### Третій сезон
Члени SG-1 з'ясовують, що стали жертвою обману ґоа'улда Хатор і їм вдається втекти. За землян заступається могутня цивілізація азгардів, а Системні владики не припиняють сутичок між собою. SG-1 продовжують досліджувати галактику, допомагати іншим цивілізаціям протистояти ґоа'улдам та налаштовувати дружні стосунки з іншопланетянами.
Однак навіть азгарди змушені звернутися до землян за допомогою. Самовідтворювані роботи реплікатори поширюються галактикою, загрожуючи знищити азгардів і все життя в галактиці.

### Четвертий сезон
Подолавши реплікторів, земляни поступово освоюють іншопланетні технології та ставлять їх собі на службу, хоч і не без проблем. Росія добуває іншу Зоряну браму, починаючи власні дослідження інших планет. На програму Зоряних брам посилює тиск організація NID, що більше цікавиться політикою і небезпеками з інших планет, ніж користю від експедицій.
В епізоді «2010» показується утопічний, на перший погляд, світ недалекого майбутнього, де ґоа'улди переможені, а Земля процвітає завдяки союзу з цивілізацією Ашенів. Звідти колишні члени SG-1 встигають передати в наш час застереження як уникнути вимирання людей.
Ток'ра завдяки діям SG-1 набирають силу, однак і Апофіс збирає флот.

### П'ятий сезон
Репліктори виявляються поширеними не лише в Чумацькому шляху, знову загрожуючи нашій галактиці. Ґоа'улди маніпулюють розвиненою цивілізацією Толланців, щоб знищити Землю, але їхній план провалюється. Згодом SG-1 знаходить планету, про жителів якої їхні майбутні версії з 2010 року попереджали в четвертому сезоні.
Ток'ра відіграють все вагомішу роль, а ґоа'улди вигадують хитрощі аби знищити Землю в обхід угоди з азгардами про ненапад. Системний владика Анубіс стає найсильнішим з-поміж ґоа'улдів. Земляни знаходять союзників з планети Келона, а Анубіс добуває інформацію, яка дозволить йому нарешті перемогти людей Землі. Деніел переходить на вищий рівень існування, подібно до зниклих Древніх.

### Шостий сезон
Земляни розвивають технології до того рівня, що будують перший міжзоряний корабель X-30. Анубіс блокує Зоряну браму Землі, готуючи її вибух, але його план зривається. Розкривається діяльність ґоа'улдів на Землі, а ток'ра завдяки SG-1 довідуються невідомі сторінки свого минулого. Деніел Джексон повідомляє про свої нинішні величезні можливості, але не може безпосередньо допомагати друзям через закони вознесених Древніх. Врешті він попереджає про майбутній напад Анубіса, котрий, добувши пристрій Око Ра, стане ще більшою загрозою.

### Сьомий сезон
В покарання за втручання у справи смертних, Древні роблять Деніеля звичайною людиною, стираючи йому спогади. На Землі вдається дізнатися місцезнаходження міста Древніх — Атлантиди, яке має містити цінні знання й технології. Ток'ра впроваджують використання речовини третоніну, яка дозволяє перестати їм бути залежними від симбіонтів ґоа'улдів.
Анубіс збирає непереможну армію, а новий президент США виступає за припинення програми Зоряних брам. Знаючи про задум Анубіса атакувати Землю, SG-1 беруться терміново шукати Атлантиду. В ході пошуків вони розкривають, що місто знаходить на Землі в Антарктиді, однак Анубіс вже оточив планету. Земляни мають лише корабель «Прометей», а Анубіс вимагає здатися, інакше знищить Землю.

### Восьмий сезон
Після застосування знайденої в Антарктиді зброї Древніх Анубіс загинув. Системні владики поновлюють міжусобиці, а найсильнішим стає прогресивний Баал. Однак скоро Анубіс показує себе в безтілесній формі, будучи напів-вознесеним, подібно до Древніх, яких обманом переконав дати йому сили.
Баал викрадає Зоряну браму просто з бази. SG-1 розслідують справу і дізнаються, що Баал створює власну систему Зоряних брам для своєї імперії. Реплікатори розвиваються, вбивають Системних владик на їхньому зібранні та шукають знання Древніх. Вони рухаються до Землі, разом з тим знищуючи беззахисних проти них ґоа'улдів. Анубіс іде на крайній захід — вирішує використати установку Древніх для знищення всього життя в галактиці разом з реплікаторами і заселення її заново, згідно власного задуму. SG-1 налаштовують установку на знищення лише реплікторів та, одночасно активувавши всі Зоряні брами галактики, усувають роботів.
Вцілілий Анубіс не покидає задуму втілити свій план правити галактикою. Деніел врешті переконує вознесених Древніх позбавити його сили. У фіналі сезону SG-1 використовують машину часу Древніх, чим породжують альтернативну реальність, де програми Зоряної брами не існує. Власними зусиллями та за допомоги своїх альтернативних версій команда починає повстання проти ґоа'улдів в Давньому Єгипті та змінює сучасність на краще. В результаті земляни отримують джерело енергії Древніх (яке дозволяє врятувати Атлантиду, що показано в серіалі «Зоряна брама: Атлантида»).

### Дев'ятий сезон
Об'єднавшись з шукачкою скарбів Валою Мал Доран, команда SG-1 знаходить камені, що дозволяють переселятися в тіла інших людей. Під час сеансу використання каменів Деніел з Валою опиняються в галактиці, якою правлять богоподібні Орай, котрі черпають силу від поклоніння їм людей. Орай дізнаються про галактику Авалон — Чумацький шлях, сховану від них Древніми, і засилають до неї своїх пророків для насадження віри в Орай як богів. Орай, демонструючи чудеса, переконують багатьох жителів галактики служити їм та битися проти «невірних».
На Землю прибуває в людській подобі Древній Орлін, що допомагає розробити технології нейтралізації сили пророків Орай. Хоча окремих пророків вдається зупинити, Орай проповідями швидко поширюють свій вплив. Орлін розповідає, що Орай — це нащадки Древніх, котрі прагнуть знищити інших Древніх, для чого їм потрібна сила від поклоніння жителів Чумацького шляху.
Вала, котра лишилася на планеті в галактиці Орай, попереджає про будівництво нової Супербрами і підготовку величезного флоту для знищення всіх, хто здатний завадити Орай. Вони будують Супербраму, що поєднує Чумацький шлях і галактику Орай, крізь яку проходить непереможний флот.

### Десятий сезон
SG-1, вирушивши на Атлантиду, довідуються про Святий Грааль — пристрій, яким можна знищити Орай. В пошуках пристрою зацікавлений і Баал, який допомагає команді, переслідуючи власні цілі із захоплення влади. Дочка Вали Адрія, обрана Орай лідером їхнього походу в галактику, також розшукує Грааль, щоб убезпечити своїх володарів.
Зрештою SG-1 знаходять живого Древнього Мерліна, котрий допомагає створити Святий Грааль. Деніел, ставши пророком Орай, втілює план Мерліна. Їм вдається завершити пристрій та послати його до рідної галактики Орай. Внаслідок цього Орай знищуються, але Адрія лишається на чолі флоту. Азгарди вирішують, що люди достойні отримати їхні знання й технології, які, попри напад кораблів Адрії, земляни успішно доставляють на рідну планету.

## Герої та актори
- Джонатан «Джек» О'Нілл (Річард Дін Андерсон) — в сезонах 1-8 — основний персонаж; в сезонах 9-10 — другорядний персонаж. Полковник військово-повітряних сил США і ветеран спецоперацій, який очолив місію через Зоряну браму в фільмі «Зоряна брама» (де Джека грав актор Курт Расселл). На початку серіалу він виходить з пенсії та приймає командування групою SG-1 — ним Джек О'Нілл залишався впродовж 7 сезонів. На початку 8 сезону після його підвищення до звання бригадного генерала він стає командувачем проєкту Зоряної брами. У телесеріалі між О'Ніллом і його підлеглою Самантою Картер неодноразово виявляються романтичні почуття, але їх стосунки ніколи не заходять далеко, за винятком альтернативних реальностей. Перед початком 9 сезону Джек О'Нілл отримує звання генерала-майора і його переводять з бази Зоряної брами до Вашингтона. Вже як другорядний персонаж він з'являється в останніх двох сезонах телесеріалу «Зоряна брама SG-1», а також у фільмі «Зоряна брама: Континум» та в 1 і 3 сезоні телесеріалу «Зоряна брама: Атлантида». Як генерал-лейтенант він бере участь в декількох епізодах телесеріалу «Зоряна брама: Всесвіт»[2].
- Деніел Джексон (Майкл Шенкс) — в сезонах 1-5 і 7-10: основний персонаж; в сезоні 6 — другорядний персонаж. Блискучий єгиптолог, теорії якого про піраміди привели його до участі у проєкті Зоряної брами в оригінальному фільмі (де Деніела грав актор Джеймс Спейдер). Він приєднується до команди SG-1 у самому початку серіалу, сподіваючись повернути свою дружину, яку викрали ґоа'улди[3]. Деніел поступово розвивається від фахівця з єгиптології та інших давніх культур до «моральної совісті» всієї команди[4]. Він залишається частиною SG-1 до тих пір, поки наприкінці 5 сезону не помирає від променевої хвороби і йому вдається піднестися на вищий рівень буття. На початку 7 сезону Деніел вирішує знову втілитися як людина та повертається на своє колишнє місце служби у SG-1 і залишається там до кінця серіалу. В останніх трьох сезонах показані суперечливі дружні відносини з Валою Мал Доран[3]. Деніел також бере участь в обох фільмах-продовженнях серіалу, що вийшли одразу на DVD, а також з'являється у 1 і 5 сезонах телесеріалу «Зоряна брама: Атлантида». Персонаж Майкла Шенкса з'являється і в серіалі «Зоряна брама: Всесвіт»[5].
- Саманта «Сем» Картер (Аманда Таппінг) — в сезонах 1-10 — основний персонаж. Блискучий молодий астрофізик і капітан військово-повітряних сил США, яка приєднується до команди SG-1 під командуванням полковника Джека О'Нілла на початку серіалу. У 3 сезоні вона стає майором, а у 8 — підполковником і бере під своє командування SG-1. У телесеріалі між Картер і О'Ніллом неодноразово виявляються романтичні почуття, але їх відносини ніколи не заходять далеко, за винятком альтернативних реальностей. У 9 і 10 сезоні Саманта Картер допомагає підполковникові Кемерону Мітчеллу, який також стає членом SG-1. Після її появи у фільмі «Зоряна брама: Ковчег правди» вона стає полковником і призначається новим командиром експедиції в Атлантиді у 4 сезоні телесеріалу «Зоряна брама: Атлантида». Після цього вона знову в складі команди SG-1 бере участь у фільмі «Зоряна брама: Континум». Саманта Картер з'являлася у всіх сезонах телесеріалу «Зоряна брама: Атлантида»[6].
- Тіл'к (Крістофер Джадж) — в сезонах 1-10 — основний персонаж. Спокійний і сильний представник раси джаффа, котрий служив першим воїном у ґоа'улда Апофіса. Тіл'к приєднується до SG-1 вже у першому ж епізоді, сподіваючись звільнити свою расу з-під гніту ґоа'улдів. Як і всі джаффа, він має симбіонта-ґоа'улда, без якого не здатний вижити. В 6 сезоні позбувається його завдяки препарату третоніну. Попри славу і повагу, отриману серед свого народу наприкінці 8 сезону, він залишається членом SG-1 до кінця серіалу. Тіл'к також з'являється в обох фільмах-продовженнях, що вийшли одразу на DVD і в 4 сезоні телесеріалу «Зоряна брама: Атлантида».
- Джордж Гаммонд (Дон С. Девіс) — в сезонах 1-7 — основний персонаж; в сезонах 8-10 — другорядний персонаж. Генерал-майор військово-повітряних сил США (згодом генерал-лейтенант), який командував проєктом Зоряної брами впродовж перших 7 сезонів. Крім цього він зрідка з'являється з 8 по 10 сезон, а також присутній у 1 сезоні телесеріалу «Зоряна брама: Атлантида». Актор Дон С. Девіс помер від серцевого нападу в червні 2008 року, тим самим поява його персонажа Джорджа Хаммонда у фільмі «Зоряна брама: Континуум» стала останньою[7].
- Джонас Квінн (Корін Немец) — в сезоні 6 — основний персонаж; в сезонах 5 і 7 — другорядний персонаж . Учений і представник раси людей з планети Лангара (його батьківщиною була країна Келона). Намагаючись врятувати Келону, Деніел жертвує своїм життям, це призводить до того, що він вознісся наприкінці 5 сезону. Коли після цього уряд Келони спробував звинуватити Джексона у саботажі, Квінн, переконаний О'Ніллом у несправедливості цього, краде запаси радіоактивного металу наквадаху, і переходить на сторону Землі. Джонас швидко вчиться і займає місце Деніела у команді SG-1 впродовж 6 сезону. Після повернення Джексона і зміни політичної обстановки, Джонас Квінн повертається на свою планету і стає другорядним персонажем у 7 сезоні.
- Кемерон «Кім» Мітчелл (Бен Браудер) — в сезонах 9-10 — основний персонаж. Підполковник військово-повітряних сил США, який на початку 9 сезону був призначений командиром SG-1 оновленого складу. Він прагнув знову об'єднати колишніх учасників команди разом під своїм командуванням, що йому вдалося: Мітчелл керував (разом з підполковником Самантою Картер) SG-1 до кінця 10 сезону. Персонаж Бена Браудера отримав ранг полковника між його появою у фільмах «Зоряна брама: Ковчег правди» і «Зоряна брама: Континум».
- Генрі «Генк» Лендрі (Бо Бріджес) — в сезонах 9-10 — основний персонаж. Генерал-майор військово-повітряних сил США і командувач проєкту Зоряної брами у 9 і 10 сезоні. Він батько медичного працівника на базі Керолайн Лем. Хенк Лендрі з'являється в обох фільмах-продовженнях і у 2 та 3 сезоні телесеріалу «Зоряна брама: Атлантида».
- Вала Мал Доран (Клаудія Блек) — в сезоні 10 — основний персонаж; в сезонах 8-9 — другорядний персонаж. Шахрайка з невідомої планети і колишній носій ґоа'улда Кеташ. Вперше вона з'явилася у 12 епізоді 8 сезону «Викрадення Прометея», де почалися її суперечливі дружні відносини з Деніелом Джексоном[3]. У 9 сезоні Вала і Деніел випадково дізнаються про нову загрозу, котра нависла над галактикою — Орай. Вона приєднується до SG-1 на початку 10 сезону після того, як у Орай з'явився новий лідер — її дочка Адрія. Вала Мал Доран присутня в обох фільмах-продовженнях серіалу, що вийшли одразу на DVD[8].

## Виробництво

### Ідея

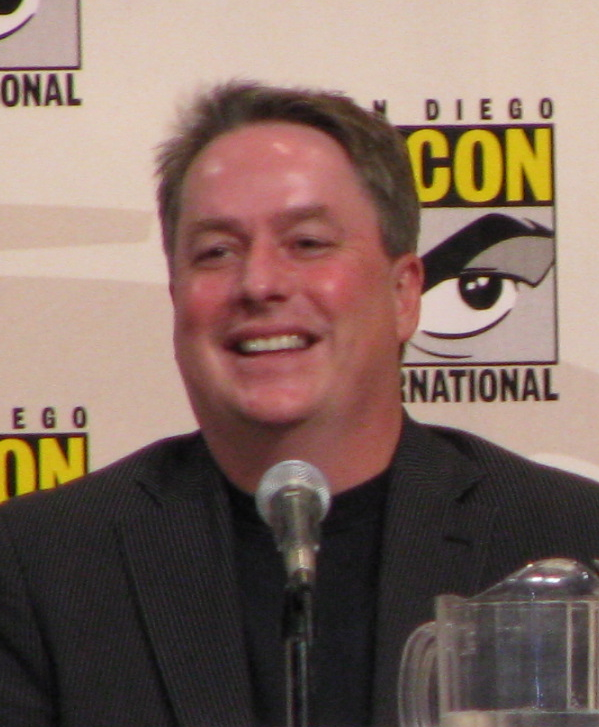
Бред Райт — один з творців серіалу

Бред Райт і Джонатан Гласснер працювали разом з 1995 року на зніманні телевізійного серіалу «За гранню можливого». В цей же час стали ходити чутки про те, що компанія MGM збирається почати виробництво телевізійного продовження художнього фільму «Зоряна брама». Райт і Гласснер незалежно один від одного звернулися до керівництва студії і запропонували свої концепції того, яким вони бачили майбутній телесеріал. Президент MGM Джон Саймс готовий був дати зелене світло проєкту за умови, що обидва працюватимуть виконавчими продюсерами нового серіалу, який вирішили назвати «Зоряна брама SG-1» за назвою команди SG-1, що займає центральне місце у сюжеті. Після цього протягом найближчих тижнів MGM випустила постер із заголовком «Зоряна брама SG-1», про що Райт і Гласснер, навіть не підозрювали, як виявилося потім.
Джон Саймс зв'язався із Майклом Грінбергом і Річардом Діном Андерсоном, відомих за серіалом «Секретний агент Макгваєр». Андерсон погодився взяти участь у проєкті за умови, що персонаж Джека О'Нілла отримає набагато більше свободи, ніж комедійний персонаж Курта Расселла в оригінальному фільмі. Також він попросив про те, щоб в новому телесеріалі було більше ключових персонажів, а не тільки навколо нього крутився весь сюжет, як у «Секретному агенті Макгваєрі». Американський канал Showtime у 1996 році підписав угоду про показ 2 сезонів, що складаються з 44 епізодів. Основне знімання почали у Ванкувері у лютому 1997 року.

### Кастинг
Після того, як Річард Дін Андерсон погодився взяти участь у проєкті, Бред Райт і Джонатан Гласснер розглянули декілька тисяч записаних на плівку прослуховувань і в результаті запросили близько 25 найвідповідніших для них акторів, щоб пройти останній відбір у Лос-Анджелесі. Під час кастинга Майкл Шенкс, Аманда Таппінг і Крістофер Джадж прагнули разом потрапити у новий серіал, що і відбулося у кінцевому рахунку. Джадж був вибраний переважно через свою статуру, а Майл Шенкс, за словами Райта, через вражаючу схожость з Джеймсом Спейдером. Дон С. Девіс був запрошений на роль Джорджа Хеммонда переважно через те, що був відомий продюсерам за його роботу як замісник і дублер.
Після закінчення 5 сезону заява телеканалу Showtime про припинення показу «Зоряна брама SG-1» збіглася із рішенням Майкла Шенкса залишити проєкт через недостатню участь його персонажа у телесеріалі. Але телеканал Ski Fi Channel вирішив продовжити трансляцію, замінивши Деніела Джексона новим персонажем. Агенти з кастингу випадково зустріли Коріна Немеца у той час, коли він знаходився на студії MGM у Санта-Моніці і запропонували йому роль Джонаса Квінн. З'явившись ще у 5 сезоні в епізоді «Меридіан», Джонас одразу викликав недовіру з боку шанувальників. Після показу 6 сезону Корін Німец готовий був продовжити свою участь не тільки у телесеріалі, але і у художньому фільмі або спін-офі. Проте продюсерам вдалося укласти новий контракт із Майклом Шенксом і повернути його персонажа в 7 сезоні, тим самим відсунувши Коріна Немеца на другорядну роль. Після 7 сезону Дон С. Девіс вирішив залишити проєкт унаслідок поганого здоров'я і також став другорядним персонажем, зрідка беручи участь у зніманні до самої смерті 29 червня 2008 року.
Клаудія Блек, що грала одну з головних ролей у телесеріалі «На краю Всесвіту», не могла взяти участь у телесеріалі «Зоряна брама SG-1» як запрошена зірка до 12 епізоду 8 сезону «Викрадення Прометея». Продюсерам сподобалися відносини, які виникли між персонажем Валою Мал Доран і Деніелом Джексоном. Тому Клаудія Блек знову взяла участь у 6 епізоді 9 сезону на час відсутності Аманди Таппінг через декретну відпустку. Тоді ж Річард Дін Андерсон покинув серіал, щоб проводити більше часу з дочкою (його участь поступово зменшувалася вже починаючи з 6 сезону). Тому продюсерам, які вирішили ввести у серіал нових персонажів, довелося запросити на початку 9 сезону на головну роль Бена Браудера (що також знімався у телесеріалі «На краю Всесвіту»), також в ході науково-фантастичних конференцій його розглядали і на інші ролі у проєкті. Продюсери запросили володаря премії «Еммі» актора Бо Бріджеса на роль Хенка Лендрі. В той же час Клаудія Блек як запрошена зірка стала дуже популярною серед творців і шанувальників, що зробило Валу Мал Доран постійним персонажем серіалу у 10 сезоні.

### Знімальна група

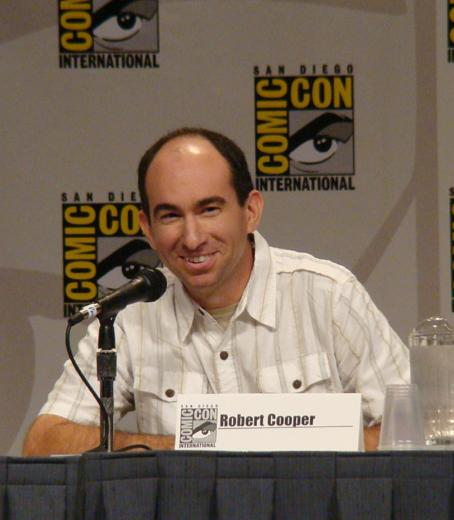
Роберт Купер — один з виконавчих продюсерів серіалу

Більшість продюсерів, членів знімальної групи і запрошених акторів телесеріалу «Зоряна брама SG-1» були канадцями. Творці Бред Райт і Джонатан Гласснер були виконавчими продюсерами і ідейними початківцями впродовж перших 3 сезонів, останнє слово завжди було за ними (за винятком MGM і телеканалу) щодо сюжету, дизайну, спецефектів, виконавців ролей, монтажу і бюджету серій. Після відходу Гласснера, Райт підтримував серіал один наступні 3 сезони. На початку 7 естафету прийняв виконавчий продюсер Роберт Купер, оскільки Бред Райт велику частину свого часу став приділяти спін-офу «Зоряна брама: Атлантида». Проте саме вони удвох підтримували серіал до моменту його закриття. Окрім них участь у виробництві «Зоряна брама SG-1» як виконавчих продюсерів взяли Майкл Грінберг і Річард Дін Андерсон (сезони 1—8), Н. Джон Сміт (сезони 4—10) і автори сценарію Джозеф Маллоззі і Пол Маллі (сезони 7—10).
Хоча над сюжетом серіалу працювали багато сценаристів, більшість із 214 епізодів була написана такими авторами як Бред Райт (сезони 1—10), Джонатан Гласснер (сезони 1—3), Катарін Пауерс (сезони 1—6), Роберт Купер (сезони 1—10), Пітер Делуїс (сезони 4—8), Джозеф Маллоззі і Пол Маллі (сезони 4—10), Даміан Кіндлер (сезони 6—10) і Алан Маккалло (сезони 9—10). Мартін Вуд і Пітер Делуїс режисирували більшість серій — 46 епізодів (сезони 1—10) і 57 епізодів (сезони 2—10) відповідно. При цьому вони досить часто самі грали в малопомітних ролях в своїх епізодах, а іноді і режисерів «серіалу всередині серіалу» — серії «Червоточина екстрим!» і «200». Енді Микита був помічником режисера починаючи ще з пілотного епізоду і режисирував 29 серій (сезони 3—10). Режисер-оператор «Зоряна брама SG-1» Пітер Вост і оператор Вільям Варінг зняли по 13 епізодів кожен. Більшість сценаристів і режисерів також брали участь і як продюсери, а деякі з акторів навіть стали авторами сюжетів і режисирували деякі епізоди телесеріалу.

### Дизайн

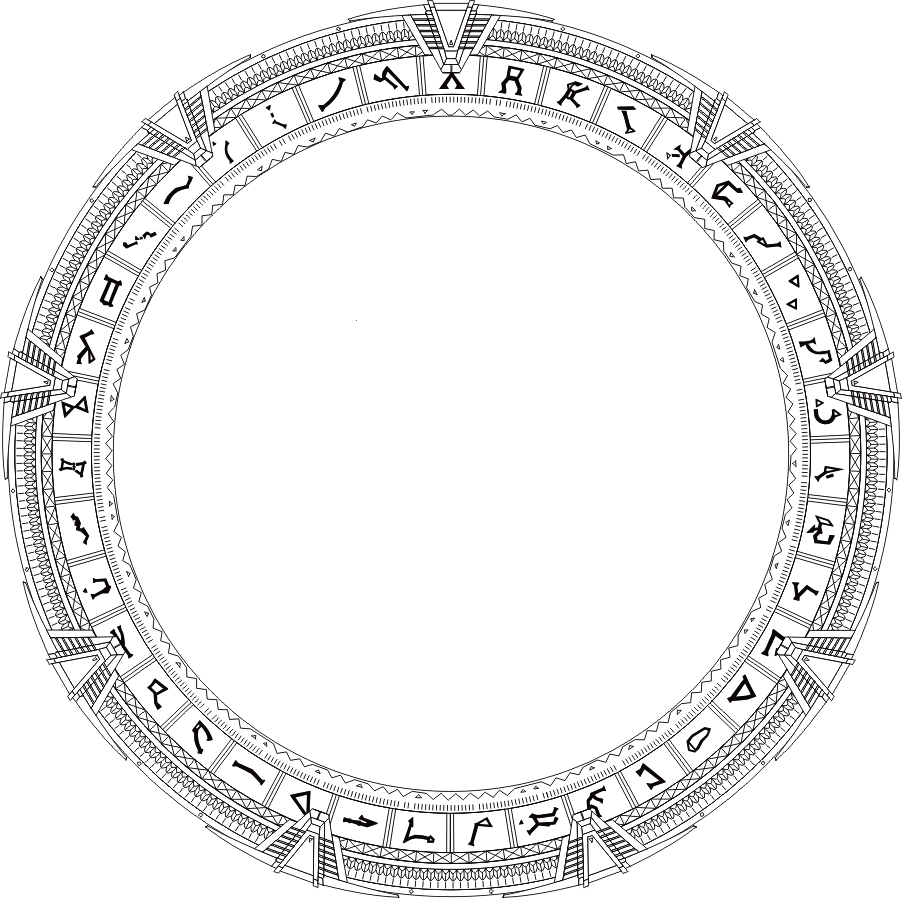
Для знімання у телесеріалі була сконструйована нова модель Зоряної брами, оскільки колишня модель, що використалася в оригінальному фільмі, була сильно зношена

Для споруди декорацій було найнято близько 200 канадських робітників, хоча реальне їх число з часом могло перевищити 300 осіб. Провідний дизайнер Річард Хьюдолін приєднався до проєкту у жовтні 1996 року. Бріджет Макгваєр, художній директор починаючи з першого епізоду, узяла на себе обов'язки провідного дизайнера у 6 сезоні.
Хьюдолін полетів у Лос-Анджелес у 1996 році, щоб зібрати матеріал, використаний в оригінальному фільмі, і знайшов модель Зоряної брами, які зберігалася недалеко від каліфорнійської пустелі. Хоча вони були вже в злегка пошарпаному стані, Річард Хьюдолін все-таки використовував їх для того, щоб створити власну модель для серіалу. Нова Зоряна брама була сконструйована так, щоб могла обертатися, блокувати шеврони і керуватися комп'ютером для набору певної адреси. Також була побудована портативна Зоряна брама, яка використовувалася при зніманні поза студією, і вимагала для своєї установки на місцевості один повний день і 6 робітників. З часом виробництво спецефектів стало дешевшим, він вивіз браму в інше місце. Тому в пізніших сезонах у деяких сценах була використана Зоряна брама, повністю змодельована на комп'ютері.
Зала, де знаходилася Зоряна брама, повинна була вміщати модель заввишки 22 фути і мати за задумами Хьюдоліна 3 рівні, але у результаті зупинилися на 2. Це приміщення було найбільшим у студії і могло перебудовуватися для інших сцен. Крім цього, використовувалися і дві багатоцільові кімнати, які можна було переобладнати у медичний відділ, лабораторію Деніела Джексона, їдальню і гімнастичний зал. Приміщення командного центру Зоряної брами і інших декорацій були побудовані для знімання у першому епізоді за 6 тижнів в січні і березні 1997 року, включаючи деякі частини декорацій, використаних в оригінальному фільмі. Наприкінці 2008 року основна частина командного центру Зоряної брами була демонтована і на його місці почалося створення бази «Ікарус» для знімання у телесеріалі «Зоряна брама: Всесвіт».

### Спецефекти

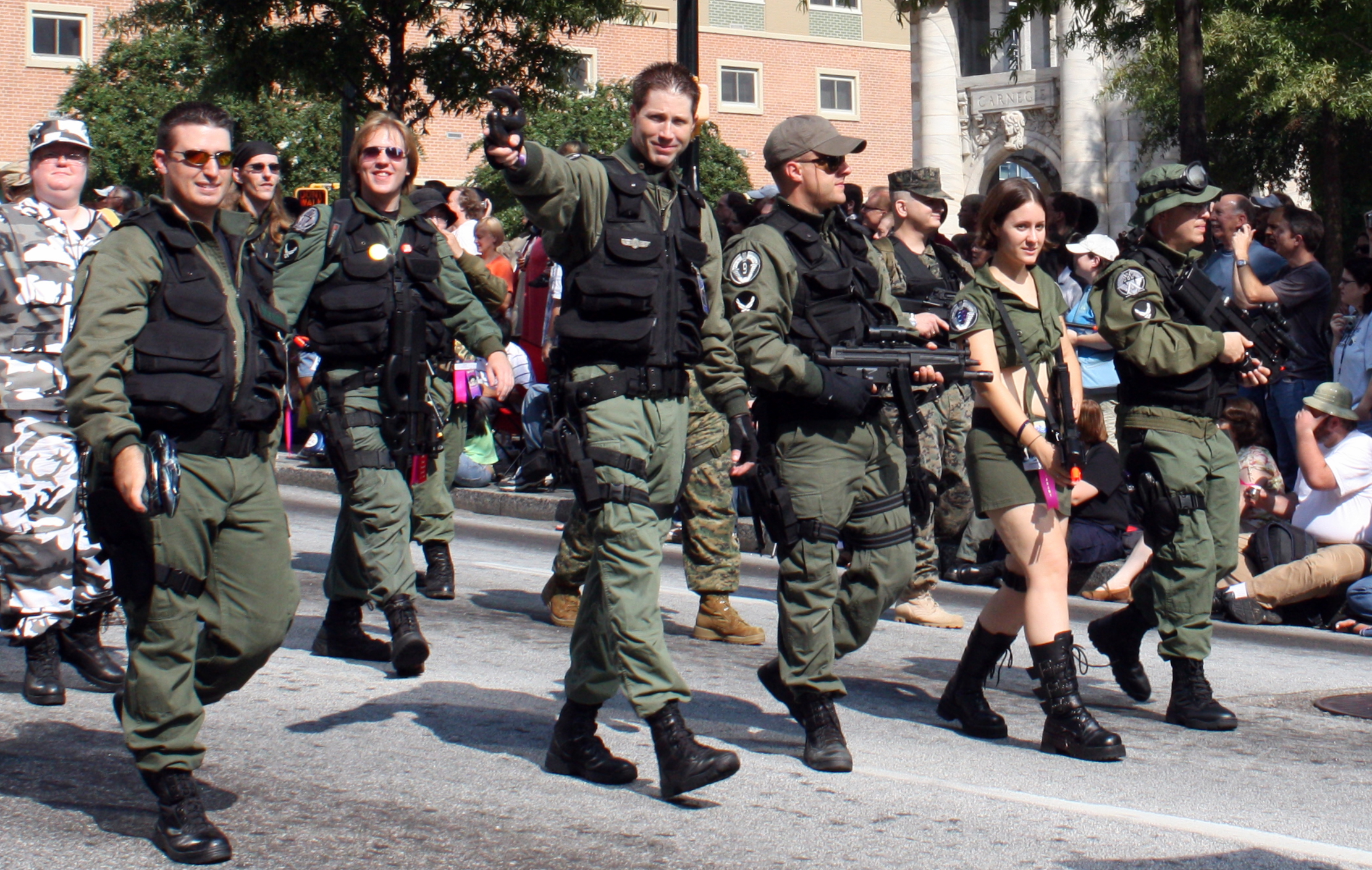
Форма учасників експедицій «Зоряної брами» (косплей)

У телесеріалі «Зоряна брама SG-1» використовувалася велика кількість візуальних ефектів, тим самим до створення було привернуто безліч фахівців із Ванкувера, доводячи витрати на спецефекти у кожному епізоді до 400 тисяч доларів. Найбільший внесок до їх створення внесла студія Rainmaker Digital Effects, чий співробітник Брюс Уолшин працював по 10 місяців на рік в тісному контакті з художниками зі спецефектів серіалу Джеймсом Тіченором (також продюсером) і Мішелем Коменсом. Спочатку для створення горизонту подій у Зоряній брамі, що нагадує сплеск води, було найнято безліч компаній, але у результаті студія Rainmaker залишилася єдиною, хто створював ці спецефекти. Rainmaker Digital Effects розробили не тільки активацію і використання Зоряних брам (за декілька років було створено 300 різних горизонтів подій), але і транспортні кільця, постріли з енергетичної зброї і за'тів, а також взяли участь у розробці кораблів Гоа'улдів і глайдерів смерті.
До створення спецефектів з 1 по 5 сезон також притягувалася компанія Lost Boys Studios, а студія Image Engine працювала над ними починаючи з 2 сезону. Студія Atmosphere Visual Effects також відповідальна за роботу над серіалами «Зоряна брама SG-1» і «Зоряна брама: Атлантида» (з часткою участі від 30 % до 40 %). Джеймс Тіченор вважав, що серед усіх відзнятих серій є декілька з найбільшою кількістю вдало зроблених спецефектів, що могло отримати визнання у суддів щорічних премій.Такі епізоди серіалу «Зоряна брама SG-1» як «Маленькі перемоги» (4 сезон), «Одкровення» (5 сезон) і «Загублене місто» (7 сезон) отримали найбільшу кількість нагород і номінацій в плані спецефектів (див. Список нагород і номінацій телесеріалу «Зоряна брама SG-1») і допомогли місцевим студіям добитися визнання.

### Співпраця з військовими
Військово-повітряні сили США (англ. USAF) тісно співпрацювали з продюсерами серіалу «Зоряна брама SG-1». Перед початком серіалу ВПС надали можливість зняти декілька кадрів навколо і усередині комплексу під горою Шаєн. Крім цього військові познайомилися із сценаріями майбутніх серій і виправляли знайдені помилки, забезпечували сценаристів різними правдоподібними історіями про життя багатьох персонажів і військових відносин. ВПС США спеціально під час знімання серіалу і фільмів-продовжень підіймали у повітря такі винищувачі як T-38 Talon, F-15 і F-16. Багато хто з акторів, які грали у телесеріалі персонажів, що перебувають на службі військово-повітряних сил, дійсно служили у ВПС.
Генерали Майкл Е. Райан і Джон П. Джампер, начальники штабу ВПС США, взяли участь у зніманні і грали самих себе в епізодах «Вундеркінд» (4 сезон) і «Загублене місто» (7 сезон) відповідно. Другий раз генерал Джампер повинен був з'явитися в епізоді «Четвертий вершник» (9 сезон), але цього не трапилося через тривалий конфлікт на Близькому Сході. 14 вересня 2004 року, під час вечері з нагоди 57-х роковин ВПС США у Вашингтоні, Річард Дін Андерсон був представлений до нагороди Асоціацією військово-повітряних сил за внесок у створення позитивного образу ВПС США, як провідний актор і виконавчий продюсер серіалу «Зоряна брама SG-1».
Серіал отримав підтримку також від американського і міжнародного флоту. Декілька сцен епізоду «Маленькі перемоги» (4 сезон) були зняті на борту і зовні російського підводного човна проєкту 641 (класу «Фокстрот» за класифікацією НАТО), який пройшов шлях від Владивостока до Ванкувера. Керівництво військово-морських сил США дозволило акторам і продюсерам провести знімання на борту ядерного підводного човна «Александрія», а також в Арктиці усередині їх полярної станції, де знаходилася прикладна фізична лабораторія (фільму «Зоряна брама: Континум»).

## Трансляція

### Sci Fi Channel (2002—2007)
Через те, що виробництво серіалу було вигідне з фінансової точки зору, телеканал Sci Fi Channel прийняв пропозицію компанії MGM продовжити показ, починаючи з 6 сезону, але при цьому зменшивши бюджет. Нові епізоди серіалу «Зоряна брама SG-1» стали виходити щоп'ятниці о 9 годині вечора між серіалами «Мертва зона» і «На краю Всесвіту». Через 6 місяців після прем'єри на Sci Fi Channel був показаний 6 сезон, який як передбачалося повинен був бути останнім. Але в останню мить керівництво каналу вирішило продовжити трансляцію. 6 і 7 сезони зробили «Зоряна брама SG-1» найрейтинговішим серіалом на Sci Fi Channel із середнім числом глядачів у 2 мільйони чоловік у понад 1,3 мільйона сімей. Завдяки цьому Sci Fi Channel увійшов у ТОП-10 кабельних телеканалів США. У кінці кожного року після показу чергового сезону продюсери вважали, що продовження серіалу не буде і завершували кожен сезон вражаючим фіналом. Але успіх серіалу відкладав його закриття, хоча на вимогу Sci Fi Channel кількість епізодів у кожному сезоні (починаючи з 8) була зменшена з 22 до 20.
Спочатку планувалося замінити «Зоряна брама SG-1» його спін-офом «Зоряна брама: Атлантида», прем'єра якого відбулася літом 2003 року разом із 8 сезоном SG-1. Але перші епізоди сезонів обох телесеріалів встановили рекорди за кількістю телеглядачів для Sci Fi Channel — 3,2 мільйона для «Зоряна брама SG-1» і 4,2 мільйона для «Зоряна брама: Атлантида». В січні 2005 року до цих двох телесеріалів приєднався ще один науково-фантастичний серіал «Зоряний крейсер „Галактика“», що зробило Sci Fi Channel у 2005 році лідером серед інших кабельних телеканалів за кількістю глядачів у вечірні години п'ятниці. Після 8 сезону продюсери вирішили замінити «Зоряна брама SG-1» новим серіалом з назвою «Штаб Зоряної брами» (англ. Stargate Command), але Sci Fi Channel не погодився з цим і вирішив продовжувати показ 9 сезону з дещо зміненим акторським складом. Внаслідок чого, середня кількість телеглядачів під час показу 9 сезону впала з 2,4 мільйонів у 2005 році до 2,1 мільйонів у 2006 році (близько 1,8 мільйона сімей), що, за словами представника Sci Fi Channel Марка Стерна, було цілком закономірним без урахування і розповсюдження цифрових носіїв і інших способів перегляду. У той же час сезон 2005—2006 років приніс зниження рейтингу не тільки для SG-1, але і для іншої науково-фантастичної продукції. 2005 року Sci Fi Channel замовив 10-й сезон (рекордний), а літом 2006 року заявив про те, що 11 сезону не буде. Прем'єра фінального епізоду серіалу «Зоряна брама SG-1» «Нескінченний» відбулася на британському телеканалі Sky1 13 березня 2007 року і 22 червня 2007 року на Sci Fi Channel (2,2 мільйони телеглядачів).

### Міжнародний показ
За словами Райта і Купера міжнародна популярність наукової фантастики стала одним із чинників успіху серіалу «Зоряна брама SG-1» не тільки у Північній Америці, але і за її кордонами. У 2005—2006 роках декілька газет повідомляло про те, що показ телесеріалу більш ніж у 100 країнах щонеділі збирав біля екранів близько 10 мільйонів глядачів. Газета Нью-Йорк Таймс у 2004 році писала про 64 країни з більш ніж 17 мільйонами телеглядачів щотижня. Великого успіху серіал зміг добитися у Великій Британії, Німеччині, Франції та Австралії.
Серіал транслювався у Великій Британії на телеканалі Sky One із повторами на каналах Sky Two, Sky Three і Channel 4. Нові епізоди на Sky One показувалися навіть раніше американської прем'єри (більшість серій другої половини серіалу). Бред Райт вважав це навіть «дивним», що «Зоряна брама SG-1» набагато популярніша у Великій Британії ніж у Канаді, де трансляція йшла каналами Space, Citytv, A-Channel, Movie Central і франкомовними TQS і Ztele. В Австралії серіал транслювався на Sci Fi Australia, Channel Seven і Golden West Network.
В Україні серіал транслювався на К1.

### Закриття серіалу і його майбутнє
21 серпня 2006 року, через декілька днів після прем'єри ювілейного епізоду «200», Sci Fi Channel підтвердив, що «Зоряна брама SG-1» не буде продовжена до 11-го сезону. У новинах, що виходили у той час, мовилося про можливі причини закриття, серед якого були рейтинги, що впали, і дороге виробництво. Але представник Sci Fi Channel Марк Стерн заявив, що їх рішення не було засноване на рейтингах, а з'явилося слідством того, що необхідно було зв'язати і завершити сюжетні ходи серіалу, а також майбутню участь членів команди SG-1 у набираючому популярність телесеріалі «Зоряна брама: Атлантида». Тим часом продюсери і представники MGM бажали продовжити серіал у вигляді фільму, міні-серій або навіть 11 сезону на іншому телеканалі. Вже у жовтні 2006 року Бред Райт підтвердив про початок виробництва двох фільмів-продовжень, які повинні були вийти одразу на DVD, а Аманда Таппінг приєдналася до основного акторського складу «Зоряна брама: Атлантида» і знімалася протягом 4 сезону. Перший фільм «Зоряна брама: Ковчег правди» вийшов у березні 2008 року і закінчував сюжетну лінію Орай. Другий фільм «Зоряна брама: Континуум» є ще однією історією про подорож у часі і вийшов у липні 2008 року.
У квітні 2009 року компанія MGM підтвердила про те, що збирається випустити третій фільм з серіалу, про який говорив Бред Райт ще у травні 2008 року. Райт мав виступити автором сценарію нового фільму разом із колишнім виконавчим продюсером серіалу «Зоряна брама: Атлантида» Карлом Біндером. Випустити фільм, режисером якого є Мартін Вуд, було заплановано одразу на DVD 2009 року. За словами Райта сюжет фільму мав би зосереджуватися на персонажі Джека О'Нілла та по можливості знову об'єднує членів команди SG-1, хоча це і залежало від бюджету фільму та зайнятості акторів. Майкл Шенкс (виконавець ролі Деніела Джексона) підтвердив участь себе і Річарда Діна Андерсона, та станом на квітень 2009 року контракти ще не були підписані. Аманда Таппінг також підтвердила свою участь у третьому фільмі з SG-1 і першому фільму-продовженню телесеріалу, що завершився, «Зоряна брама: Атлантида». Персонаж Вала Мал Доран, згідно з Бредом Райтом у фільмі не з'явиться. Стала відома робоча назва, чергового повнометражного фільму SG-1 — «Зоряна брама: Революція». Однак, зайомки так і не почалися.

### Онлайн-трансляція
Епізоди серіалу «Зоряна брама SG-1» вперше вийшли на iTunes у США у серпні 2006 року, вони виходили щоразу наступного дня після прем'єри на Sci Fi Channel. Вартість однієї серії була $1.99, тоді як весь сезон, що складається з 20 епізодів, мав ціну в $37.99. Вихід серіалу на iTunes у Великій Британії відбувся у жовтні 2007 року. Всі 10 сезонів SG-1 доступні з січня 2008 року на iTunes і Amazon Unbox. Серіал починаючи з першого сезону, дебютував на сайті hulu.com у березні 2009 року. Глядачі США вже подивилися перші 4 сезони безкоштовно, правда з невеликою часткою реклами.

### Нагороди і номінації
Телесеріал «Зоряна брама SG-1» був номінований на безліч нагород протягом усіх 10 років його показу на телебаченні. Серед них 7 номінацій на премію «Еммі» у категорії «Найкращі спецефекти у телесеріалі» і одна номінація на «Еммі» у категорії «Найкраща музична композиція у телесеріалі (драма)», причому у жодній з них серіал не переміг. «Зоряна брама SG-1» отримала 2 премії «Джеміні», 12 премій «Лев» і 5 премій «Сатурн» з понад 30 номінацій у кожній з цих нагород. Телесеріал був номінований двічі на премію VES у 2003 та 2005 році., а також на 2 премії «Хьюго» у 2005 і 2007 року.

### Супутні товари
Завдяки успіху телесеріалу вийшло безліч супутніх товарів. З 1999 по 2001 рік видавництво ROC випустило 4 романи за авторством Ешлі Макконнелла по всесвіту «Зоряна брама SG-1». 2004 року британське видавництво Fandemonium Press запустило нову серію романів, заснованих на телесеріалі. Але всі права на випуск літератури належали ROC, тому до 2006 року британські книги не були доступні у Північній Америці. Видавництво Titan Publishing починає випускати офіційний журнал всесвіту — «Stargate Magazine», а Avatar Press публікує серію коміксів. Британська компанія Big Finish Productions на початку 2008 року виступила як продюсер пригод команди SG-1 в аудіоформаті — до озвучки були запрошені актори, що грали у телесеріалі. Настільна рольова гра «Зоряна брама SG-1» і колекційно-карткова «Зоряна брама» вийшли у 2003 та 2007 році відповідно, а у 2005 та 2006 компанії Diamond Select Toys і Hasbro запустили серії іграшок для дітей. До виходу планувалися ігри Stargate SG-1: The Alliance та MMORPG Stargate Worlds, але у 2005 році була припинена розробка Stargate SG-1: The Alliance, а у 2010 році Cheyenne Mountain Entertainment котра працювала над MMORPG Stargate Worlds, оголосила про банкрутство. Заява була зроблена наступного дня після того, як студія випустила шутер Stargate Resistance. У світі існує 4 парки розваг за мотивами всесвіту Зоряної брами — Stargate SG-3000, розташований на території тематичного космічного парку міста Бремен у Німеччині, а також тематичних парків Six Flags у Чикаго, Сан-Франциско та Луїсвіллі.

### Спадщина
Телесеріал «Зоряна брама SG-1» поклав початок спін-офу «Зоряна брама: Атлантида» і мультсеріалу «Зоряна брама: Безмежність». Наступний телесеріал «Зоряна брама: Всесвіт» вийшов у 2009 році. До 10 сезону у 2006 році виробництво телесеріалу і його спін-офа принесло дохід Британській Колумбії у розмірі 500 мільйонів доларів. Виконавчий віце-президент компанії MGM Чарльз Кохен порівняв два серіали за всесвітом Зоряної брами зі всесвітом Джеймса Бонда, на який у них також належать права, і назвав ці проєкти дуже вигідними і сприятливими для її становища.
Автори книги 2005 року «Reading Stargate SG-1» Стен Стеллер і Ліза Діксон пишуть про те, що єдиними науково-фантастичними серіалами, що добилися більшого успіху є «Доктор Хто» і «Зоряний шлях», а «Секретні матеріали» і «Баффі» з «Темним ангелом» цілком нарівні із «Зоряною брамою SG-1» як за успіхом, так і за тривалістю. За словами Бреда Райта, це є наслідком великої згуртованості знімальної команди і підтримки шанувальників. З моменту виходу 202 епізоду «Компанія злодіїв» «Зоряна брама SG-1» стає найтривалішим північноамериканським науково-фантастичним серіалом, перевершивши у цьому «Секретні матеріали». Фанати «Доктора Хто» опинилися не згодні з включенням «Зоряної брами SG-1» у 2007 році у Книгу рекордів Гіннеса як «найтриваліший безперервний науково-фантастичний серіал», оскільки 694 серії серіалу «Доктор Хто» було знято і показано без перерв між 1963 і 1989 роками.
«Зоряна брама SG-1» зайняла 28-е місце у списку «30 найкультовіших телесеріалів усіх часів», складеного у 2007 році журналом TV Guide. 2005 року «Зоряна брама SG-1» і «Зоряна брама: Атлантида» розділили між собою 4-ті місця в опитуванні про «найпопулярніше культове ТБ-шоу», яке проводилося на одному із британських сайтів(Cult TV). Існує версія, що астрономи Девід Дж. Толен і Рей А. Такер присвоїли ім'я одного з головних лиходіїв серіалу Апофіса відкритому ними навколоземному астероїду (99942 Апофіс).

## Сприйняття

### Оцінки й відгуки
Аластер Стюарт у Den of Geek зробив висновок, що серіал був блискучим, хоча й затягненим. Останні два сезони про протистояння з Орай стали по суті перезавантаженням «Зоряної брами SG-1», і ця повторюваність призвела до втрати попередньої чарівності. В огляді підкреслювалося, що правдоподібність сюжету падала в міру виходу нових сезонів. Якщо на початку було марно сперечатися щодо наукової достовірності різних інопланетних пристроїв, то потім виникає розуміння, що масштаби подій вже не можуть лишатися непоміченими простими людьми. Проте всі подвиги і надалі лишалися в таємниці, у що складно повірити. Самоіронічний гумор, який з'явився під кінець, не рятував становище, хоча в якомусь сенсі «Зоряна брама» завжди була комедією. В усякому разі «Зоряна брама» почалася майже одночасно з «Зоряний шлях: Ентерпрайз» і дала те відчуття дослідження невідомого, на яке «Ентерпрайз» не спромігся.
Емілі Вілсон у The Guardian писала — серіал повен кліше, а кожен епізод має приблизно ту саму структуру, що закінчується втечею під обстрілами до Зоряної брами. Декорації інших світів не вельми вигадливі, проте серіал зробили успішним не вони, а жарти, актори та чудові ідеї.
Вілл Вейд з Common Sense Media описав, що сама концепція Зоряних брам, як дверей на інші планети, дає серіалу безмежний потенціал і спонукає замислитися про роль людства у Всесвіті. Це робить серіал доволі захопливим, хоча новим глядачам може знадобитися кілька епізодів, аби зрозуміти, що відбувається. В цілому «Зоряна брама SG-1» — це типова космічна опера з передбачуваним набором персонажів і сюжетними поворотами. Зауважувалося, що серіал краще дивитися особам віком від 10 років, адже там є деякі моторошні сцени, як-от вселення ґоа'улдів у людину.
Згідно з редакцією Inverse, «Зоряна брама SG-1» приваблива своїм обігруванням історії стародавніх народів, припускаючи, що за нею насправді стояли інопланетяни. Як і багато науково-фантастичних серіалів кінця дев'яностих («Зоряний шлях: Вояджер», «Вавилон 5») «Зоряна брама: SG-1» досягла успіху лише після 2-го сезону, а найкращими вийшли 3-й, 4-й і 5-й. Але навіть 10 сезонів не вичерпали потенціалу та породили аж 3 спінофи.
За визнанням Collider, «Зоряна брама SG-1» через роки після завершення лишається лідером якості з-поміж науково-фантастичних серіалів і конкуренцію їй складає хіба що «Доктор Хто». Успіху серіалу посприяло те, що він пропонував багато нових ідей для кожного епізоду, а старі переосмислював. У підсумку більшість епізодів можна дивитися у відриві від решти. Цим він виразно вдаліший за «Зоряний шлях: Ентерпрайз», який прагнув продовжити схему безперервного сюжету, напрацьовану попередниками. Втім, 9-й та 10-й сезони стали надмірно гумористичними, персонажі перетворилися на непереможних «супергероїв», а місцевості інших планет продовжили бути надто схожими. В недолік серіалу зараховувався також його америкоцентризм, за яким всі здобутки від Зоряних брам повинні належати США.

### Кіноляпи
- Головним ляпом серіалу є повсюдне використання мислячими істотами англійської мови. При цьому у телесеріалі це подається як належне, хоча в оригінальному фільмі 1994 року мову тубільців планети Абідос потрібно було вивчити. Регулярно звучить мова ґоа'улдів і мови окремих народів, але при спілкуванні з землянами вони вмить переходять на англійську, чи вивчають її за лічені години. Також залишається неясним, чому при цьому численні цивілізації у телесеріалі мають свою, деколи вельми несхожу на латиницю, писемність, непридатну для передачі англійської. Але при цьому деколи вражає полілінгвістічність доктора Деніела Джексона. Навіть попри схожість мов, знати одночасно і кельтські, і романські, і берберські, і основи практично усіх мовних груп, котрих судячи за серіалом близько сорока — потрібно володіти надлюдськими здібностями, яких Джексон не мав до вознесення. На додаток, як часто зображується, прочитати досі небачені написи і зрозуміти чужинську мову землянам вдається за лічені хвилини. У восьмому сезоні було дано слабке обґрунтування повсюдної англійської — команда SG-1, потрапивши в Стародавній Єгипет, навчила людей англійської мови, а ті розповсюдили її іншими планетами.
- Сам пристрій «Зоряна брама» представлено із декількома технічними ляпами:

1. У фільмі 1994 року та перших двох серіях серіалу «Зоряна брама SG-1», люди при проході через брами мерзнуть, їхні тіла покриваються інеєм. Більше ніде у телесеріалі нічого подібного не зображено. Як пояснено у документальному фільмі «Мене врятували Зоряні брами», причина полягає в тому, що накладати грим на акторів після кожного проходу через брами складно, і тому від цього вирішили відмовитися.
2. Брами допускають явище деатомізації — ситуації, при якій предмет, що проходить через браму, може бути частково розібраний на атоми. Таке повинне відбутися, якщо, наприклад, людина засуне руку в працюючу браму. Частина тіла буде перенесена до іншої брами, а частина ще існуватиме по той бік, втративши зв'язок з іншою. Це повинно буквально розсікти тіло на дві частини. Пізніше було вигадано пояснення — всі матеріальні об'єкти, що входить до брами, спочатку поміщуються в буфер, де перетворюються на енергію. Вона пересилається червоточиною, а в кінцевому пункті відбувається зворотний процес.
3. Принцип набору адреси суперечливий: символи адрес начебто відповідають сузір'ям, видимим із Землі, при цьому чомусь потрібно вводити «точку відліку» з 1-го символу, який позначає саму планету Земля. І разом з тим з'ясовується, що адреси періодично змінюються в міру руху зірок і переміщення самих Зоряних брам, залежачи від їх взаємного розташування. До того ж в часи створення Зоряних брам сузір'я мали виглядати зовсім інакше.

- Населення більшості планет складає декілька сотень осіб, які живуть в одному-двох селах недалеко від брам, що замало для життєздатної популяції. За багато тисячоліть люди повинні були повністю заселити ці світи.
- Точно не ясно, звідки на численних планетах з'явилися люди. На початку серіалу повідомлялося, що ґоа'улди використовували на своїх планетах рабів, переселених з Землі приблизно протягом 5 тис. років, а припинилося таке розселення після повстання у Єгипті в 2293 р. до н. е. Однак SG-1 зустрічали представників культур, які з'явилися явно пізніше за це повстання (наприклад, монголів або англійців-християн). Пізніше з'явилося пояснення, що людей на інші планети вивозили також азгарди (вікінги на планеті Кіммерія стверджували, що їх привіз бог Тор на своїй колісниці) і навіть Древні, що заселили галактику Пегас для своїх експериментів.
- На початку серіалу ґоа'улди особисто здійснювали керування кораблями, потім роль у цьому перейшла до джаффа. Притому джаффа використовують такі терміни як «гіперпростір», «сенсори», «винищувачі», тоді як за міфологією серіалу, ґоа'улди видають для них свої технології за магію.
- На початку серіалу говориться, про те, що кораблі використовуються тільки у виняткових ситуаціях — переліт навіть двох-трьох кораблів готується і здійснюється роками, а вже у другому сезоні серіалу космічні перельоти стали цілком звичайною справою, а більшість вирішальних битв відбуваються у космосі за участю великих флотів. Крім того, по ходу серіалу бойова цінність ґоа'улдівських кораблів постійно знижувалася. Якщо на початку серіалу двох кораблів було досить для повного захоплення Землі, то у кінці такі ж кораблі не в змозі протистояти диверсіям, хакерським атакам і пересічній ракетній зброї землян.
- Усі цивілізації, що мають військово-космічні сили, слідують американській військовій стратегії кінця 1990-х: відсутня спеціальна десантна техніка, усі бойові завдання вирішуються суто піхотою за підтримки авіації.
- В оригінальному фільмі джаффа взагалі не існувало, воїни Ра видавали себе за решту богів єгипетського пантеону. Але навіть якщо прийняти їх за джаффа, то у телесеріалі помітний «Синдром штурмовика» — у фільмі було потрібно тільки четверо воїнів джаффа, щоб знешкодити групу спецназу, а у телесеріалі джаффа десятками гинуть від атак єдиного загону «SG-1».
- По ходу серіалу можна зробити висновок, що ґоа'улди не задумуються про безпеку своїх баз і кораблів. У деяких епізодах команда «SG-1» може непомітно пробиратися коридорами корабля-ха'така, де немає ні систем спостереження, ні датчиків присутності. Натовпи озброєних джаффа марширують коридорами, не турбуючись про загрозу бути наперед викритими. Для освітлення на кораблях використовуються факели, що означає марнування кисню.
- Хоча серіал вважається науково-фантастичним і акцент у ньому ставиться саме на науково-технічні досягнення, творці (можливо, щоб додати картині барвистості) проігнорували деякі елементарні закони природи. Наприклад, протягом усього серіалу можна чути звук працюючих кораблів, що летять у космосі, а також моментальне досягнення ними віддалених місць: звук від енергетичних розрядів, випущених з кораблів та'таків, що знаходяться на орбіті, чутний з відстані декількох кілометрів, а у деяких серіях можна спостерігати й зовсім неймовірні речі: з орбіт планет у космосі, чутні звуки пострілів і вибухів на її поверхні.
- Впродовж усього серіалу персонажі неодноразово заявляють, що ґоа'улдів не можна вважати великою расою, оскільки усі свої технології вони перейняли в інших рас. Проте, це не впливає на самооцінку самих землян, а особливо американців, що добувають технологій у азгардів та ґоа'улдів. Основа ключової технології — наквадах-реактора — і зовсім була безоплатно передана жителями планети Орбан, проте потім його винахід приписується Саманті Картер, оскільки вона вивчила даровану технологію і змогла зібрати прототип «земного» діючого наквадах-реактора.
- Картер, описуючи відчуття, випробувані нею, коли вона була носієм ґоа'улда сказала: «Це як шизофренія, коли особа роздвоюється». Будучи досить освіченою, вона мала б знати, що шизофренія і роздвоєння особистості — це принципово різні розлади.
- У фільмі 1994 року стверджується, що брама веде на планету в галактиці Келіам на іншому кінці всесвіту, а в телесеріалі ця планета, Абідос, знаходиться у Чумацькому шляху і є найближчою до Землі планетою з брамою, через що на нього і вдалося потрапити без корекції адреси.
- У фільмі 1994 року посланий через браму зонд, упродовж переміщення через браму транслює сигнал, за яким відстежується його дислокація. У телесеріалі стверджується, що при переході через браму предмет дематеріалізується, але тоді зонд не зміг би транслювати сигнал до рематеріалізації.
- Сплеск активації Зоряної брами у фільмі повертався назад і виплескувався зі зворотного боку у вигляді вихору, а у телесеріалі ця частина ефекту зникла. Зате у телесеріалі в брам стали світитися шеврони, а на Абідосі з'явився набірний пристрій, якого у повнометражному фільмі не було.
- У 16 епізоді першого сезону Джексон заявляє, що толлани випереджають землян за рівнем розвитку приблизно на 1000 років через те, що в їхній історії не було середньовіччя. Сама концепція середньовіччя, як «вирваних років людства» була неодноразово розвінчана істориками, більш того, порівняння середньовіччя із застоєм застосовується тільки щодо Західної Європи.